# Verkehrswegeplanungsbeschleunigungsgesetz
Das Verkehrswegeplanungsbeschleunigungsgesetz ist ein deutsches Gesetz zur Vereinfachung der Planungsverfahren von großen Verkehrsinfrastruktur-Projekten in den Neuen Bundesländern.

## Regelungen
Das Gesetz ermöglicht es, in den neuen Bundesländern auf ein Raumordnungsverfahren zu verzichten. Wird ein Raumordnungsverfahren durchgeführt, ist es binnen sechs Monaten abzuschließen. Die Auslegung der Planunterlagen hatte spätestens drei Wochen nach deren Eingang bei der entsprechenden Behörde zu erfolgen. Drei Monate Zeit blieben anschließend für Erörterung und Stellungnahme. Anfechtungsklagen gegen einen Planfeststellungsbeschluss wurden in erster und einziger Instanz am Bundesverwaltungsgericht entschieden.

## Geschichte
Das Gesetz wurde im Mai 1991 durch den Bundesverkehrsminister Günther Krause dem Bundeskabinett vorgelegt und stieß auf dessen Zustimmung. Gegen das Gesetz richtete sich ein weitreichender Widerstand, der bis vor das Bundesverfassungsgericht reichte. Das Gesetz wurde 1991 beschlossen. Der im ursprünglichen Entwurf vorgesehene generelle Verzicht auf ein förmliches Raumordnungsverfahren wurde abgemildert und die Entscheidung darüber den Ländern übertragen. Am 1. Dezember 1993 trat das erste von mehreren Investitionsmaßnahmegesetzen, mit denen in Teilabschnitten der VDE-Projekte ein Planfeststellungsverfahren vermieden werden sollte, in Kraft.
Das zunächst bis Dezember 1996 befristete Gesetz wurde auf Antrag einiger Bundesländer bis Ende 1999 verlängert. Die Erfahrungen aus dem Gesetz führten zu dem 1993 beschlossenen Verkehrswegeplanungsvereinfachungsgesetz, das auch in den alten Bundesländern zu verkürzten Planungszeiten führen sollte. Umweltschutzverbände kritisierten, dass im Zuge der beschleunigten Verfahren der Bürger den Eindruck erhalte, dass große Verkehrsprojekte ohnehin nicht mehr geändert oder verhindert werden könnten. Mit dem Genehmigungsbeschleunigungsgesetz vom Dezember 1996 wurden die Vereinfachungen im Verwaltungsverfahrensrecht des Bundes und der Länder nachvollzogen.
Die durchschnittliche Verfahrensdauer von Straßen- und Schienenverkehrswegeprojekten hätte sich, im Vergleich zu ähnlichen Verfahren in den alten Bundesländern, von je zwei auf rund ein Jahr halbiert.
1995 wurden nach dem Gesetz 141 Klagen vor dem Bundesverwaltungsgericht erhoben, im Jahr 1996 108 Klagen. 1996 wurden 88 Klagen entschieden. Bis zu Entscheidung vergingen 1996 im Durchschnitt zehn Monate. Revisionsverfahren nach dem Gesetz dauerten durchschnittlich 14 Monate.
Das Gesetz war bei Inkrafttreten in seinem § 1 ursprünglich bis zum 31. Dezember 1995 (Verkehrswege der Bundeseisenbahnen bis 31. Dezember 1999) befristet. Diese Frist wurde mehrfach verlängert, zuletzt durch Artikel 13 des Gesetzes zur Beschleunigung von Planungsverfahren für Infrastrukturvorhaben und dessen Berichtigung auf den Ablauf des 16. Dezember 2006.